# 禄劝滇紫草
禄劝滇紫草（学名：Onosma luquanense）为紫草科滇紫草属的植物，为中国的特有植物。分布在中国大陆的云南等地，生长于海拔1,900米的地区，多生于山坡草地，目前尚未由人工引种栽培。